# Piraci z Malezji
Piraci z Malezji (wł. I Pirati della Malesia) – włosko-hiszpańsko-francuski film przygodowy z 1964 roku, zrealizowany według powieści Emilio Salgariego pod tym samym tytułem. Należy do cyklu filmów przygodowych o Sandokanie.

## Główne role[1]
| Rola              | Aktor                   | Głos               |
| ----------------- | ----------------------- | ------------------ |
| Sandokan          | Steve Reeves            | Giuseppe Rinaldi   |
| księżniczka Hada  | Jacqueline Sassard      | Rita Savagnone     |
| Tremal Naik       | Mimmo Palmara           | Glauco Onorato     |
| Yanez             | Andrea Bosic            | Giulio Panicali    |
| porucznik Clinton | Nando Gazzolo           | Nando Gazzolo      |
| James Brooke      | Leo Anchóriz            | Sergio Grazani     |
| Sambigliong       | Franco Balducci         | Pino Locchi        |
| kapitan           | Pierre Cressoy          | Arturo Dominici    |
| Kammamuri         | Alejandro Dakar Barrera | Renato Turi        |
| Muda Hassim       | Giuseppe Addobbati      | Mario Feliciani    |
| Pirangù           | Nazzareno Zamperla      | Massimo Turci      |
| Cho Fang          | George Wang             | Riccardo Mantoni   |
| Homat             | José Torres             | Ferruccio Amendola |
| brak danych       | Nando Angelini          | brak danych        |
| brak danych       | Domenico Cianfriglia    | brak danych        |